# Orientalismus (Kunst)

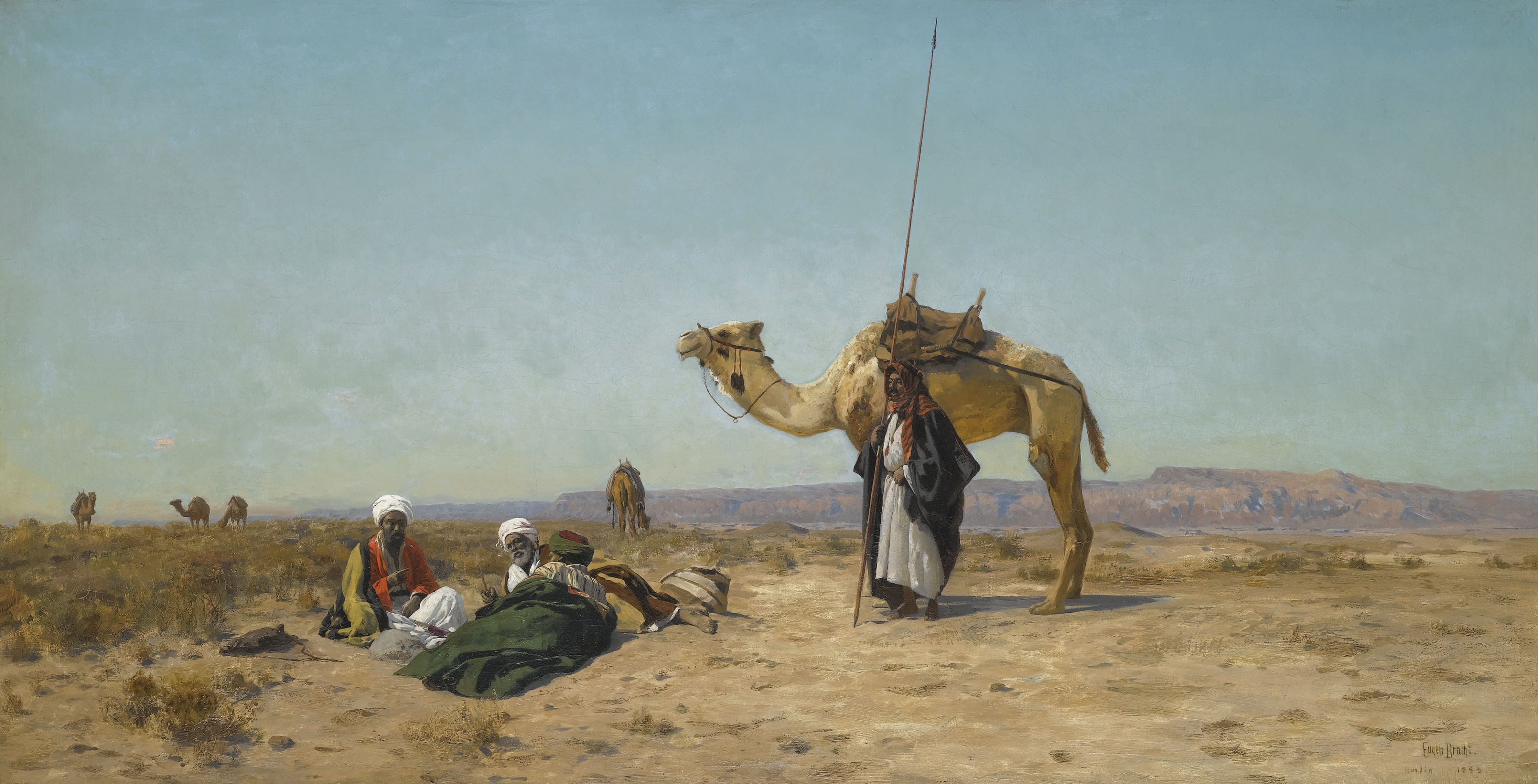
Rast in der Syrischen Wüste, Eugen Bracht, 1883

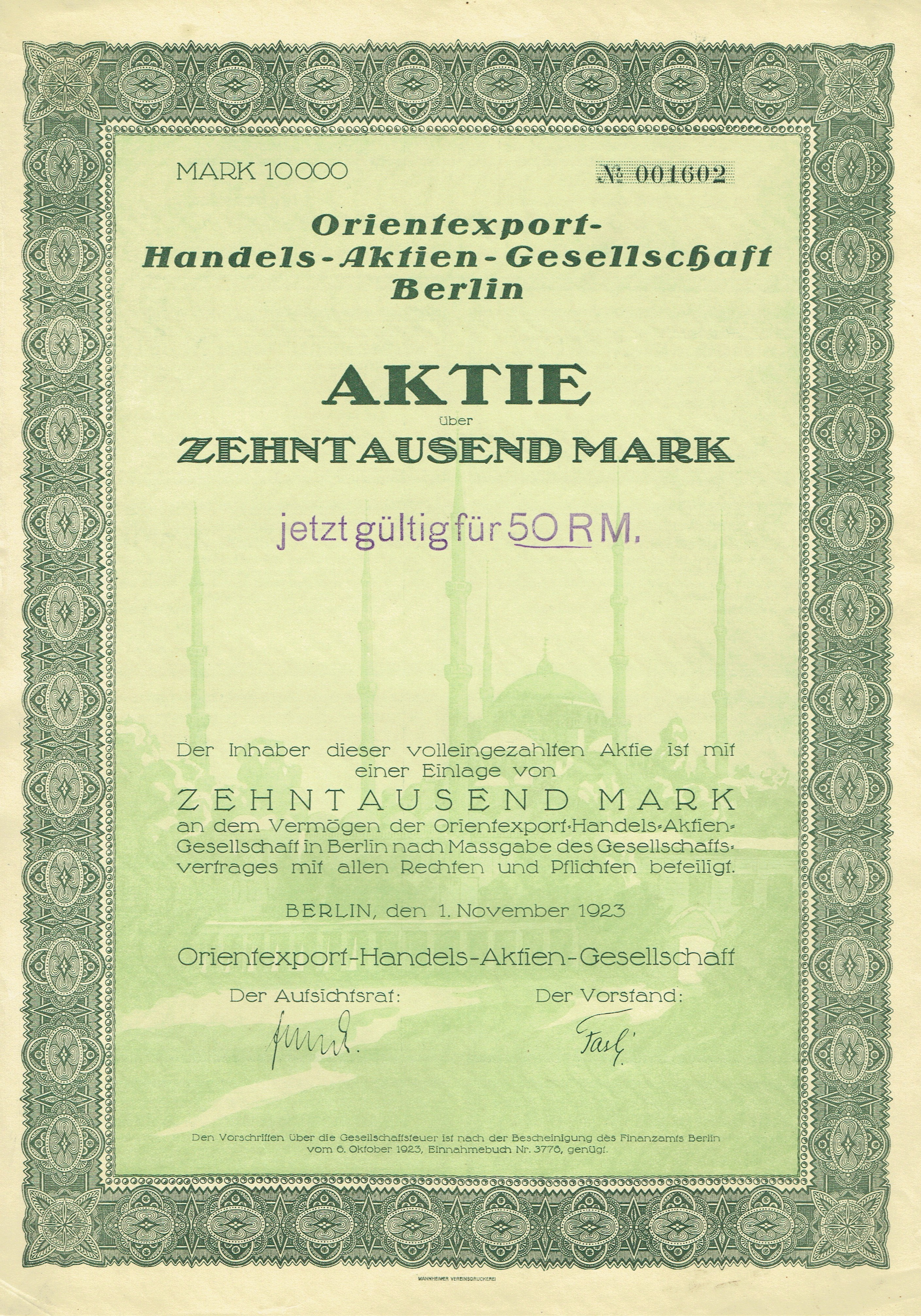
Aktie der Orientexport-Handels-AG vom 1. November 1923 mit Darstellung eines orientalischen Gebäudes

Unter Orientalismus in der Kunst versteht man Darstellungen und (häufig imitative) Verwendungen nah- und fernöstlicher Motive durch europäische Kunstschaffende.

## Orientalismus in der Malerei und den angewandten Künsten

Das türkische Bad, Jean-Auguste-Dominique Ingres, 1863

Darstellungen von „Mohren“ oder „Türken“ finden sich vereinzelt schon ab dem Mittelalter, nicht zuletzt im Zusammenhang mit kriegerischen Auseinandersetzungen. Im 18. Jahrhundert verbreitete sich, von der Rolle des Porzellans als exklusivem Importgut ausgehend die Mode der Chinoiserien in den europäischen Schlössern, das ferne China wurde speziell in der Epoche der Aufklärung zum mythischen Ort der Weisheit. Im 18. und 19. Jahrhundert, nach dem Ende der expansiven Phase des Osmanischen Reiches und im Zusammenhang mit den zunehmenden Herrschaftsbestrebungen europäischer Mächte über die islamische Welt verbreitete sich eine geradezu romantisierende Sicht des Orients. Napoleons militärische Kampagne in Ägypten (1798–99) beförderte das Interesse an der Epoche der Pharaonen und eine entsprechende Mode vornehmlich in den angewandten Künsten (Ägyptomanie), der griechische Unabhängigkeitskrieg (1821–1829), der Krimkrieg (1854–1855) und die Eröffnung des Suezkanals (1869) verstärkten das Interesse am Nahen Osten. Zu den frühesten bildenden Künstlern, die sich den Sujets des Orients zuwandten, gehörte Luigi Mayer, der ab 1776 Landschaften, Veduten, Baudenkmäler, Alltagsleben und Trachten im Herrschaftsbereich des Osmanischen Reichs zeichnete und malte.
Zahlreiche europäische Maler des 19. und beginnenden 20. Jahrhunderts huldigten dem Mythos des Orients als Ort der Sinnlichkeit und Dekadenz. Vor allem die damals höchst beliebten Haremsszenen sind hier zu nennen. Eugène Delacroix, Théodore Frère, Jean-Léon Gérôme und später Alexandre Roubtzoff widmeten viele ihrer Werke dem islamischen Kulturkreis. Zu den bekanntesten französischen Bildhauern in der Geschichte des Orientalismus gehören Alfred Barye und Emile Guillemin, die gemeinsam im Jahr 1848 das Werk  Arabisches Pferd schufen. Jean Auguste Dominique Ingres, Leiter der französischen Académie de peinture, malte 1863 sein berühmtes „Türkisches Bad“. Die Sinnlichkeit solcher Szenen wurde für die europäische Welt durch das orientalisierende Dekor akzeptabel gemacht.
Auch im deutschen Kulturkreis gab es zahlreiche „Orientmaler“, etwa Gustav Bauernfeind, Eugen Bracht, Johann Victor Krämer, Georg Macco, Adolf von Meckel, Leopold Carl Müller, Otto Pilny und Carl Wuttke, die ihr bürgerliches Publikum mit sinnlichen und pittoresken Szenen versorgten. Das Interesse am Orient und seiner Architektur wurde auch durch die Weltausstellungen, namentlich jene von 1855 und 1867, gefördert. Der im letzten Drittel des 19. Jahrhunderts aufkommende Japonismus beeinflusste die Maler des Impressionismus und Künstler wie Vincent van Gogh, der in seinen Anfangsjahren einige Farbholzschnitte von Hiroshige kopierte.

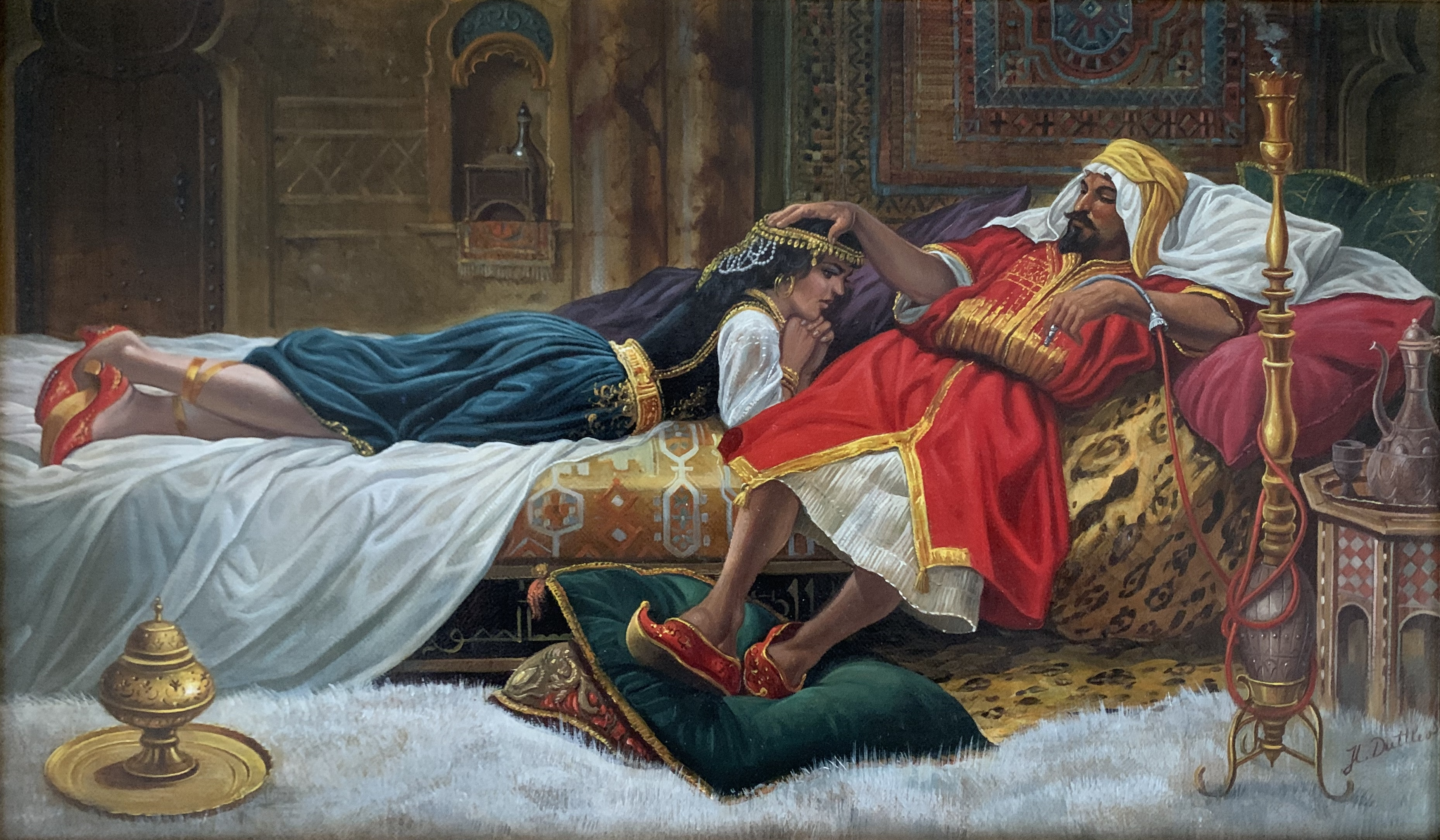
Harem Gemach, Herbert Duttler, 2006

In diesem Jahrhundert entwickelte der deutsche Kunstmaler Herbert Duttler 2006 bei einer Kunstreise und längerem Schaffensaufenthalt in Marokko seine Leidenschaft für diese Stilrichtung und schuf einen kompletten Zyklus im Stil der Orientmaler des 19. und 20. Jahrhunderts.

## Orientalismus in der Architektur
Motive orientalischer Architektur treten bereits als Versatzstücke in zahlreichen Schlossgärten des 18. Jahrhunderts auf. Beispiele sind etwa die „Moschee“ im Park von Schloss Schwetzingen, entsprechende Bauten in Eisgrub (Lednice) oder Kew. Aus dieser Zeit stammen auch zahlreiche „Pagoden“. Auch das um die Mitte des 19. Jahrhunderts errichtete Dampfmaschinenhaus in Form einer Moschee zählt zu dieser Art von exotischer Staffage. Auch hier gilt: Der Wegfall unmittelbarer kriegerischer Bedrohung ermöglichte den freieren und zum Teil romantisierenden Umgang mit den Stilelementen benachbarter Kulturkreise. Im ausgehenden 19. Jahrhundert tritt dazu noch das Motiv der wachsenden handelmäßigen Verknüpfung und die Verwendung exotischer Architekturen als Element der Reklame, so bei der Yenidze-Zigarettenfabrik in Dresden, bei der orientalisierenden Architektur der Zacherlfabrik in Wien (der Rohstoff des Zacherl’schen Mottenpulvers stammte aus dem vorderen Orient), und bei der Villa Crespi eines Baumwollindustriellen mit intensiven Handelskontakten in den arabischen Raum.
Generell wurde im Historismus orientalisierendes Dekor als Teil der zur Verfügung stehenden Vorrats an symbolisch einsetzbaren Stilelementen gesehen und für spezialisierte Bauaufgaben angewendet, etwa für Synagogen, für die der „maurische Stil“ eine Zeit lang typisch wurde. Ähnliches galt für die Ritualarchitektur zahlreicher zwischen 1870 und 1930 errichteter Freimaurertempel in den USA, namentlich für Bauten der Shriners. Orientalisches Dekor wurde auch im Bereich der Vergnügungsindustrie eingesetzt und zur Belehrung, namentlich bei Weltausstellungen, in Vergnügungsparks und -lokalen (beispielsweise Vauxhall (London), Tivoli (Kopenhagen) und Bataclan (Paris)), bei Großkinos der Stummfilmzeit (etwa Grauman’s Chinese Theatre oder Grauman’s Egyptian Theatre) sowie im Rahmen von zoologischen Gärten.

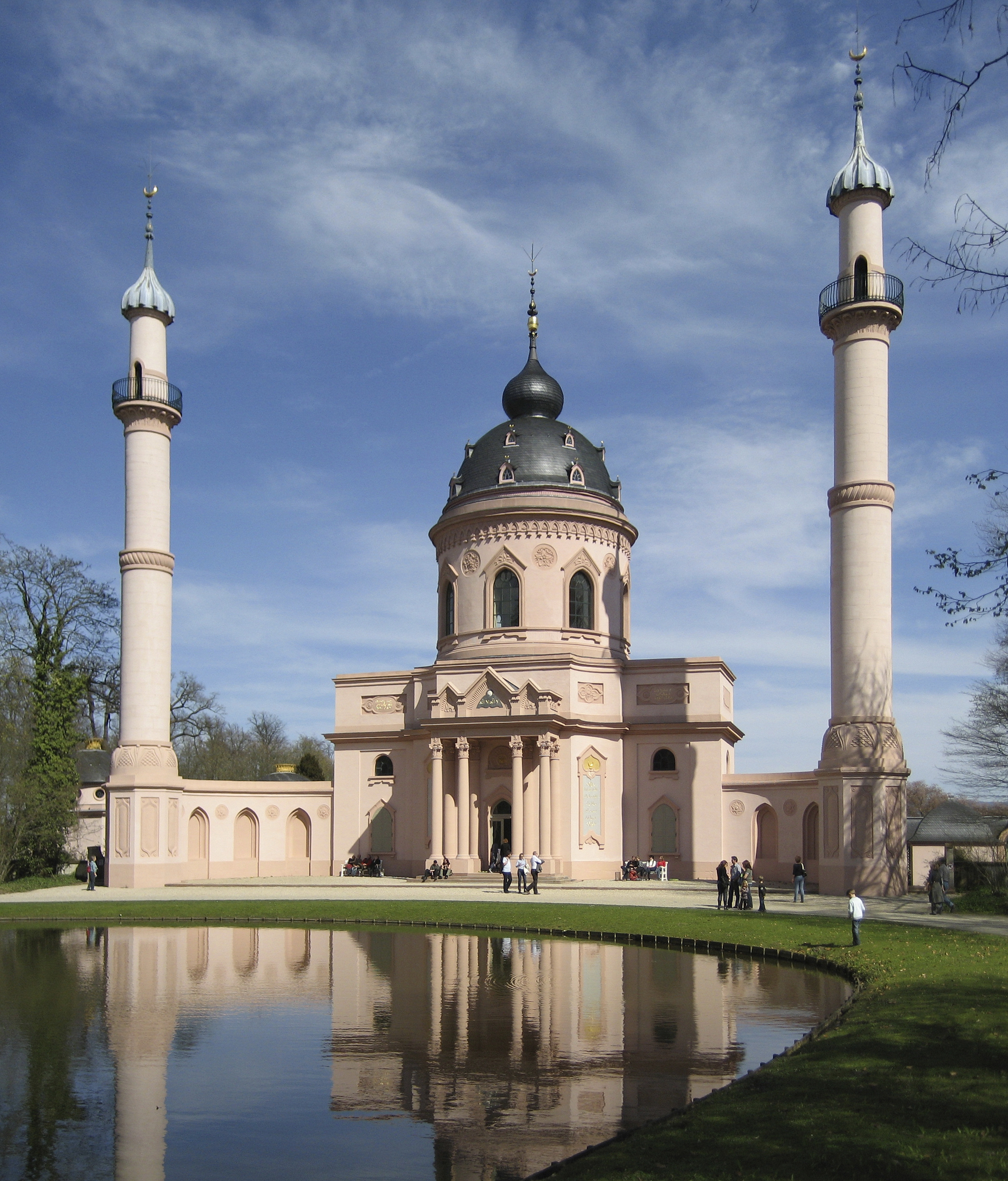
Die „Rote Moschee“ im Schwetzinger Schlossgarten war nie als islamisches Gotteshaus gedacht. Sie wurde als Gartenfolly zwischen 1779 und 1793 erbaut.
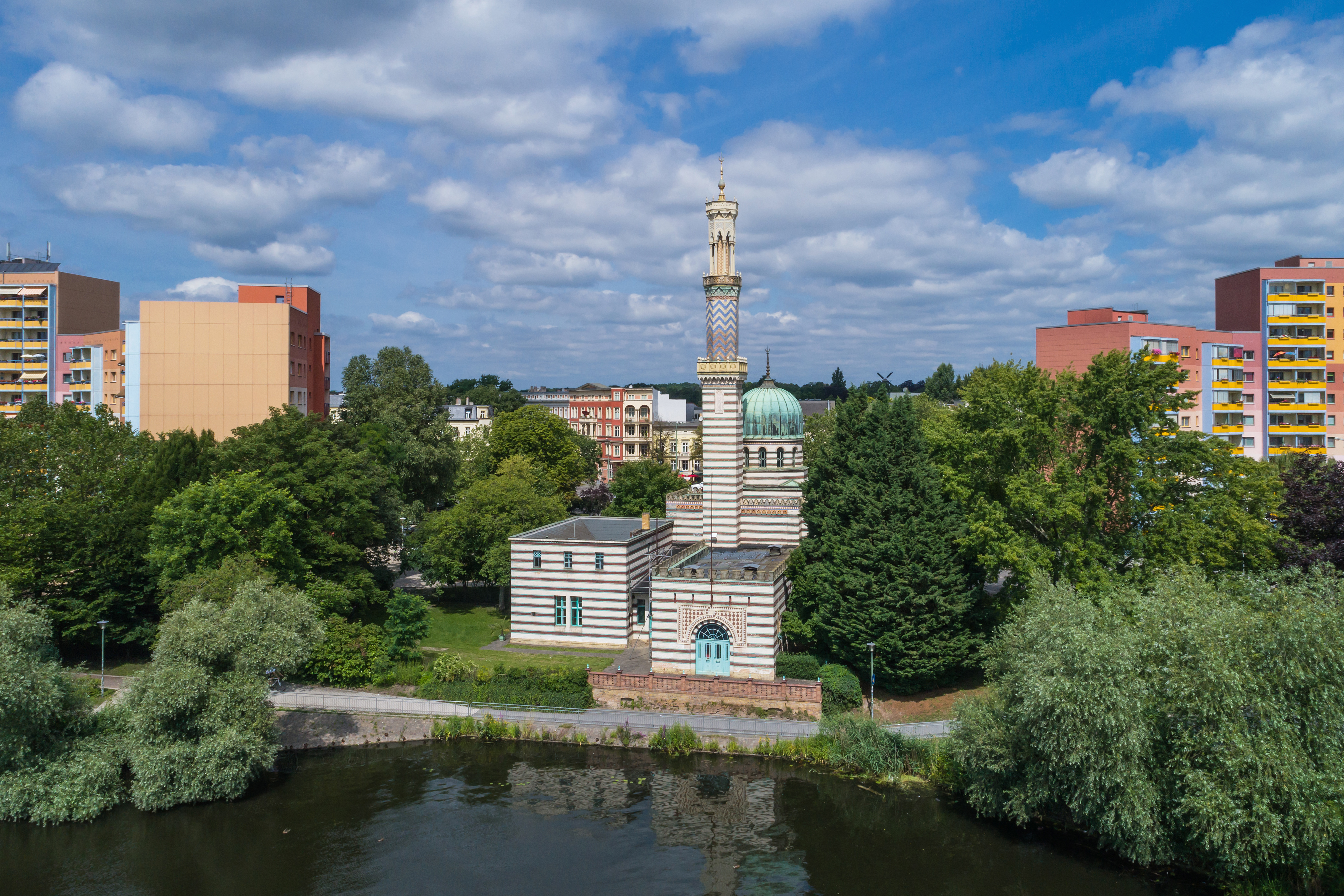
Die Pumpstation für die Große Fontäne im Park Sanssouci wurde „nach Art der türkischen Moscheen mit einem Minarett als Schornstein“ von Ludwig Persius 1841 bis 1843 erbaut.
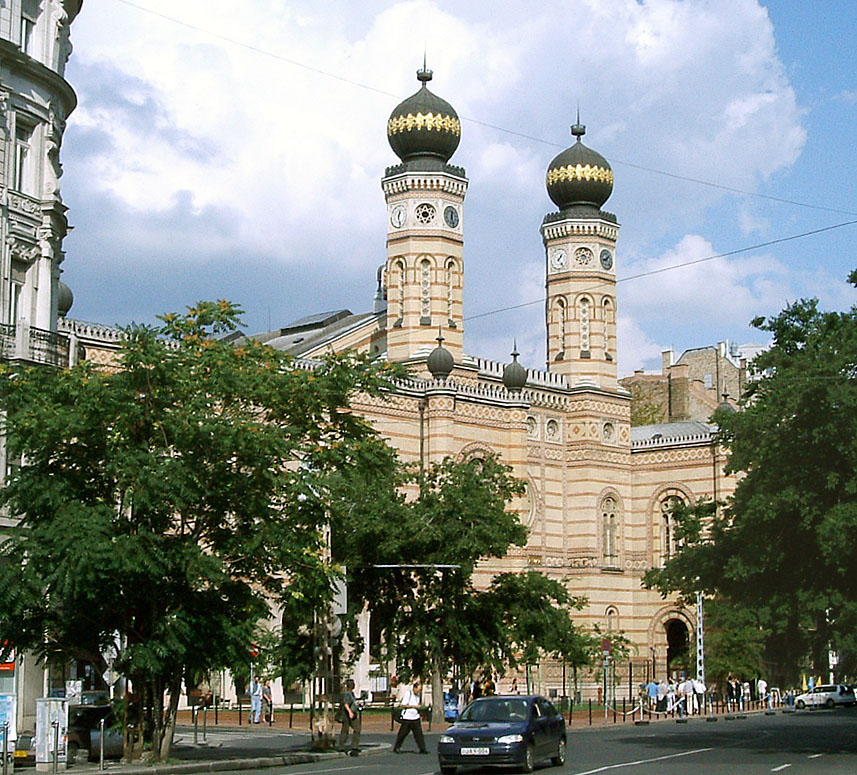
Die Große Synagoge in der Dohány-Straße, Budapest wurde 1859 eingeweiht.
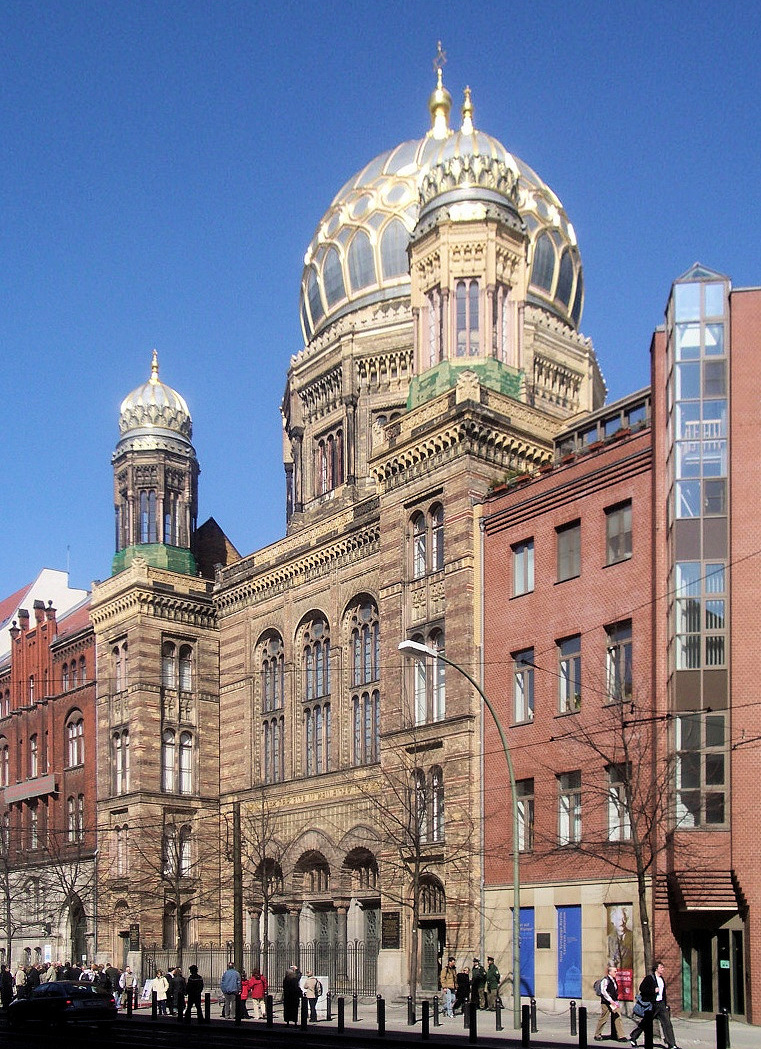
Ein Berliner Wahrzeichen im „maurischen“ Stil: Die Neue Synagoge (1866 eingeweiht, Innenraum 1938 zerstört)
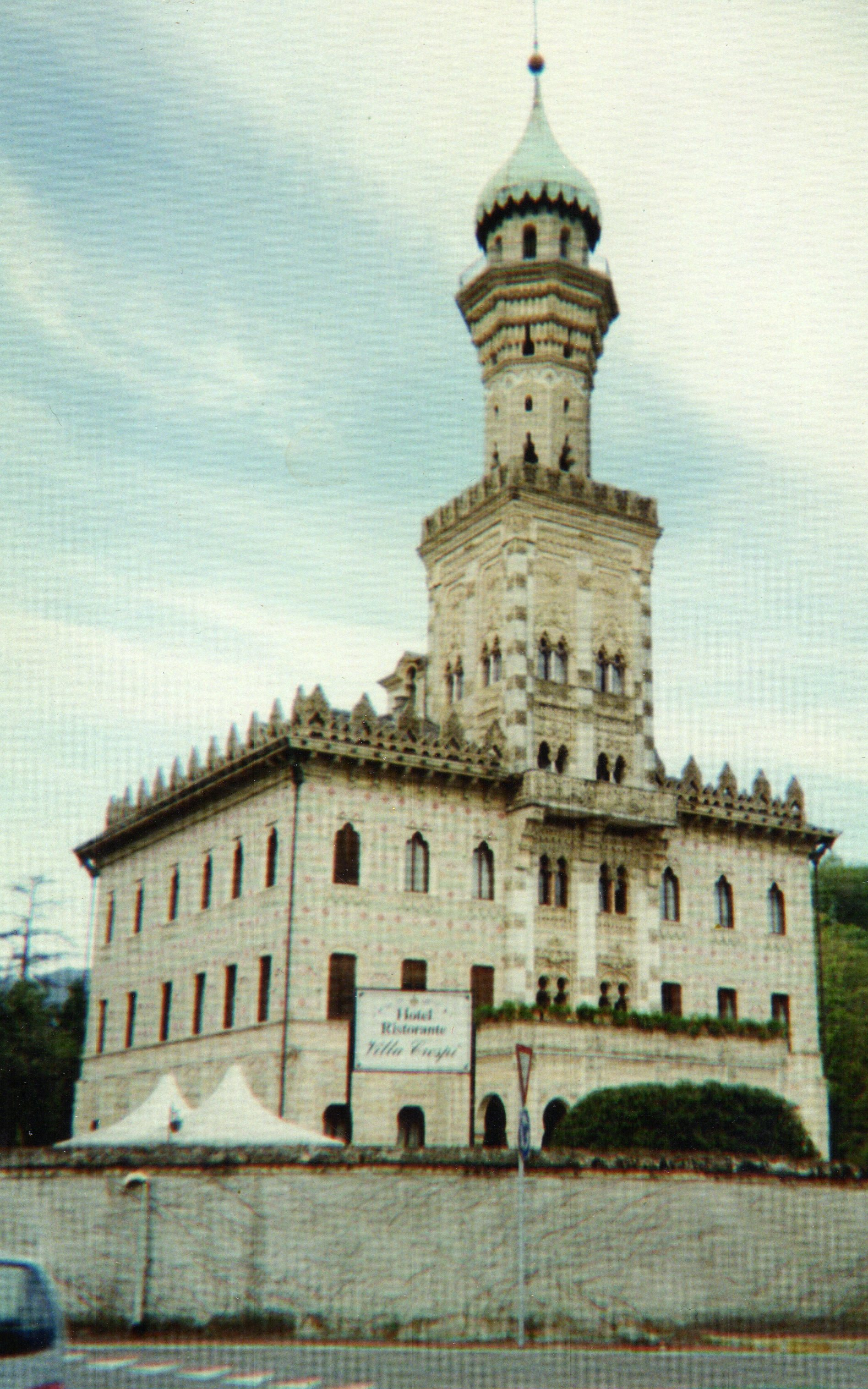
Villa Crespi, ein 1879 erbautes Haus mit Minarett für einen Industriellen mit Orientkontakten.
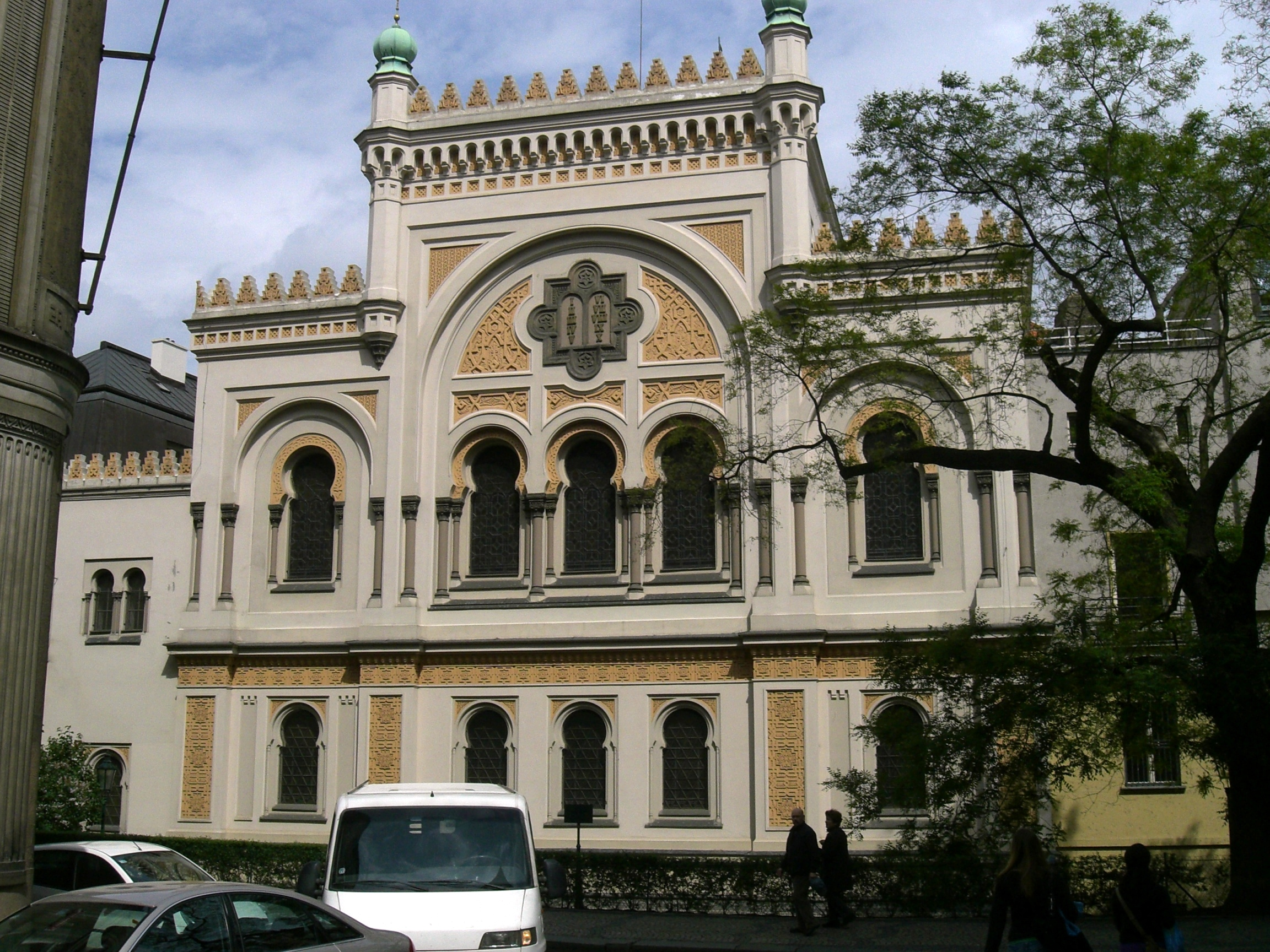
Die Spanische Synagoge in Prag wurde 1882–83 mit reichem ornamentalem Schmuck im maurischen Stil ausgestattet.
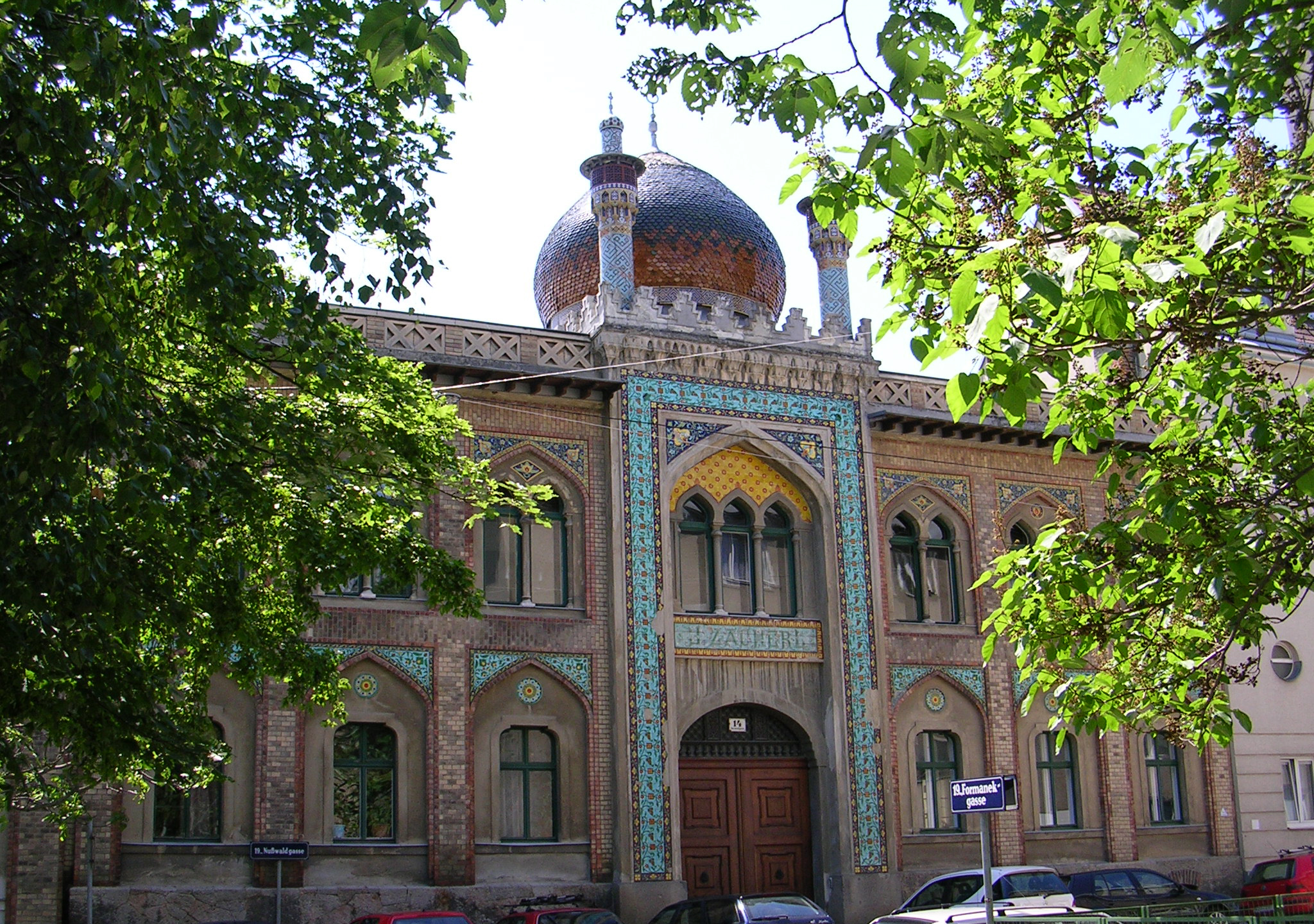
Die Zacherlfabrik in Wien zählt zu den seltenen Beispielen eines kommerziell motivierten orientalisierenden Historismus in der europäischen Architektur (erbaut zwischen 1888 und 1892)
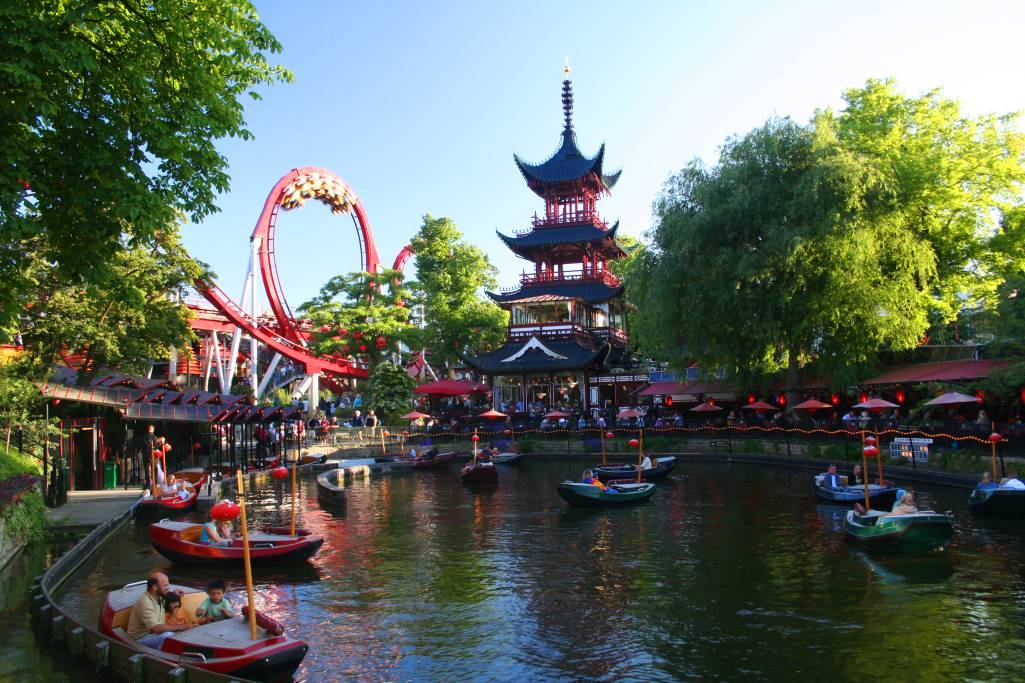
Orientalismus im Vergnügungspark: Pagode im Tivoli in Kopenhagen.
Café Orient war ein gastronomischer Betrieb in Wiesbaden (gebaut 1899, abgerissen 1964)
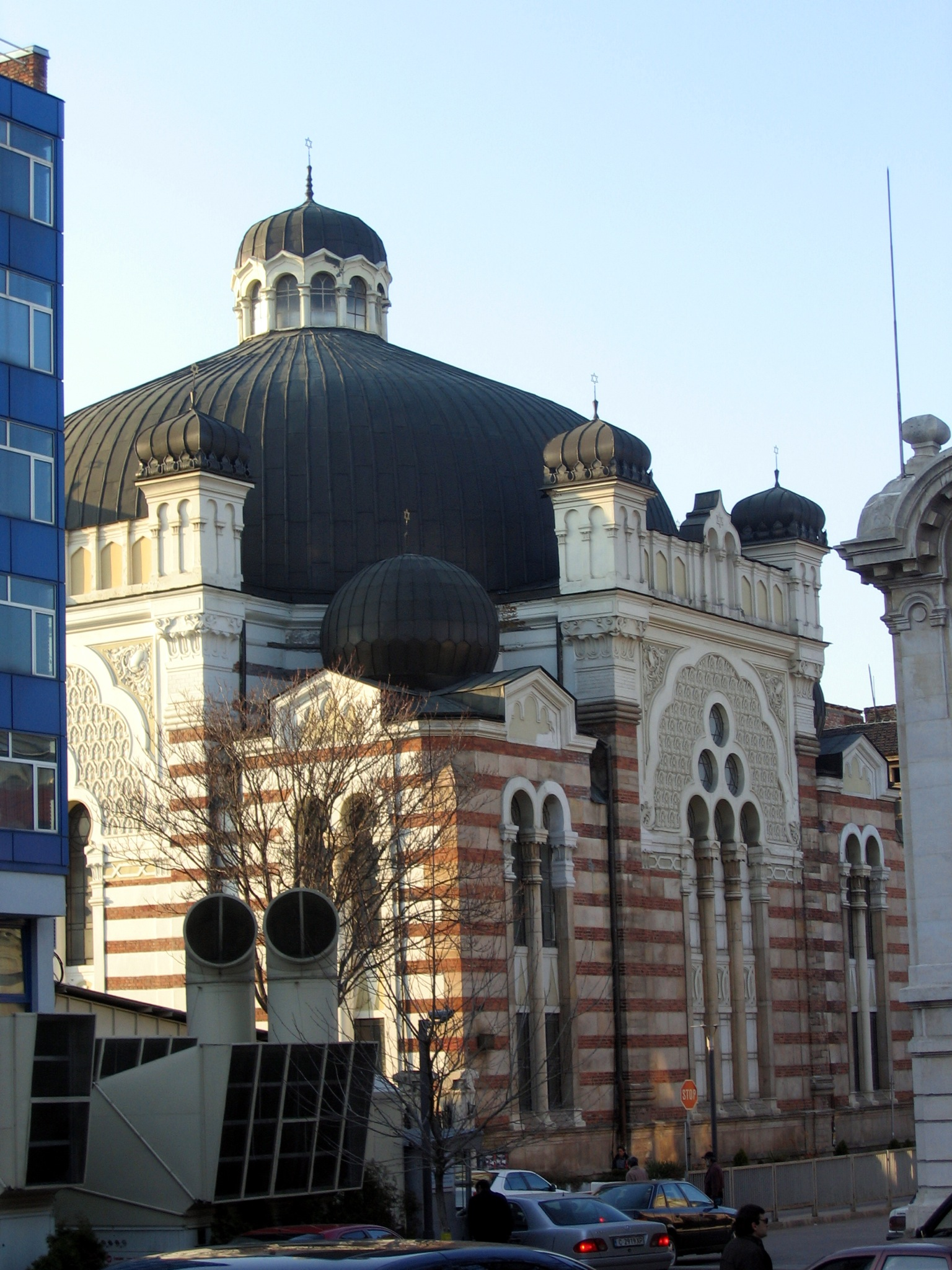
Die Synagoge in Sofia, ein eindrucksvoller orientalisierender Sakralbau, erbaut 1909.
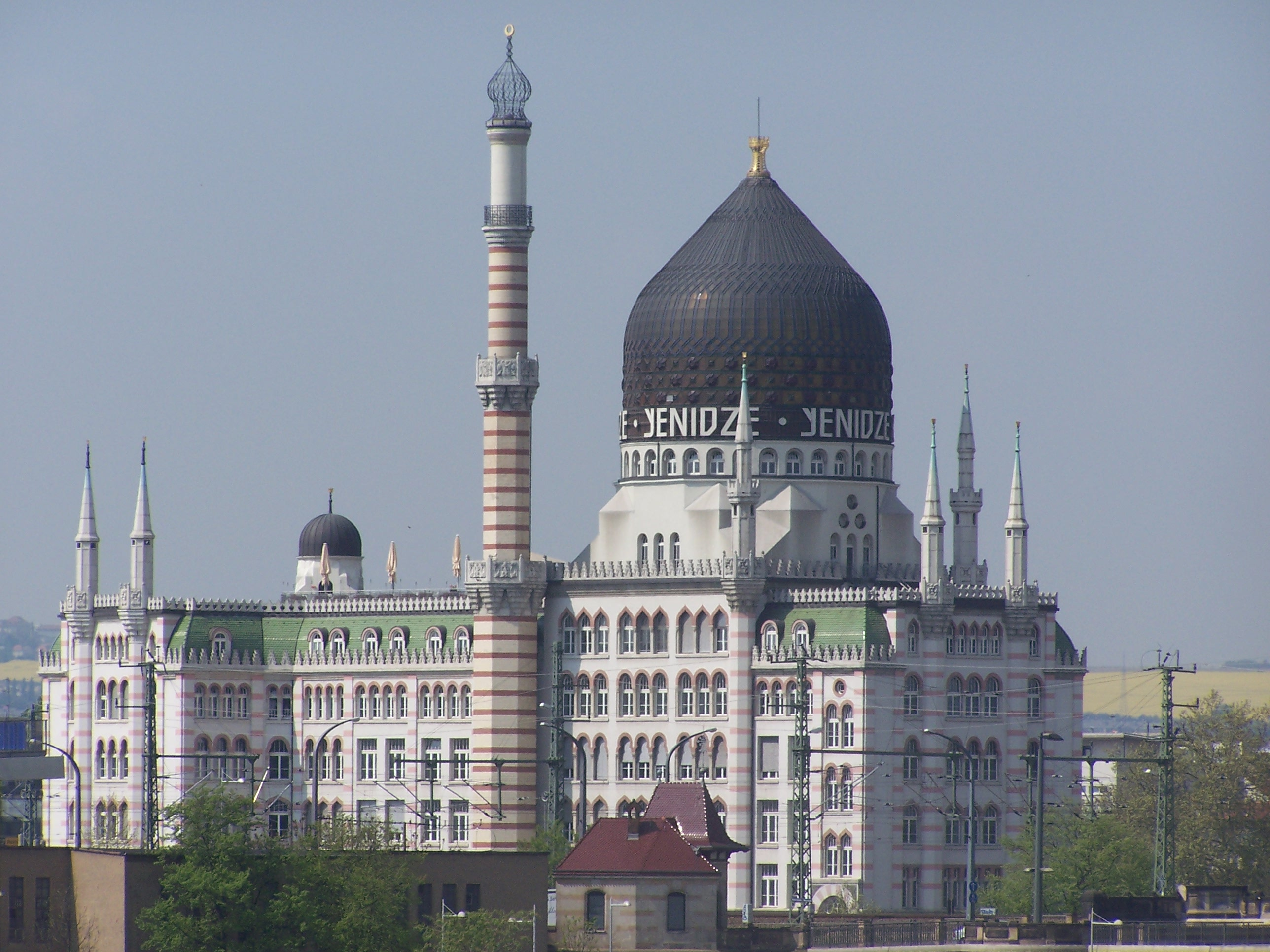
Das ehemalige Fabrikgebäude der Zigarettenfabrik Yenidze (1909) gehört zu den architektonischen Sehenswürdigkeiten der Stadt Dresden.
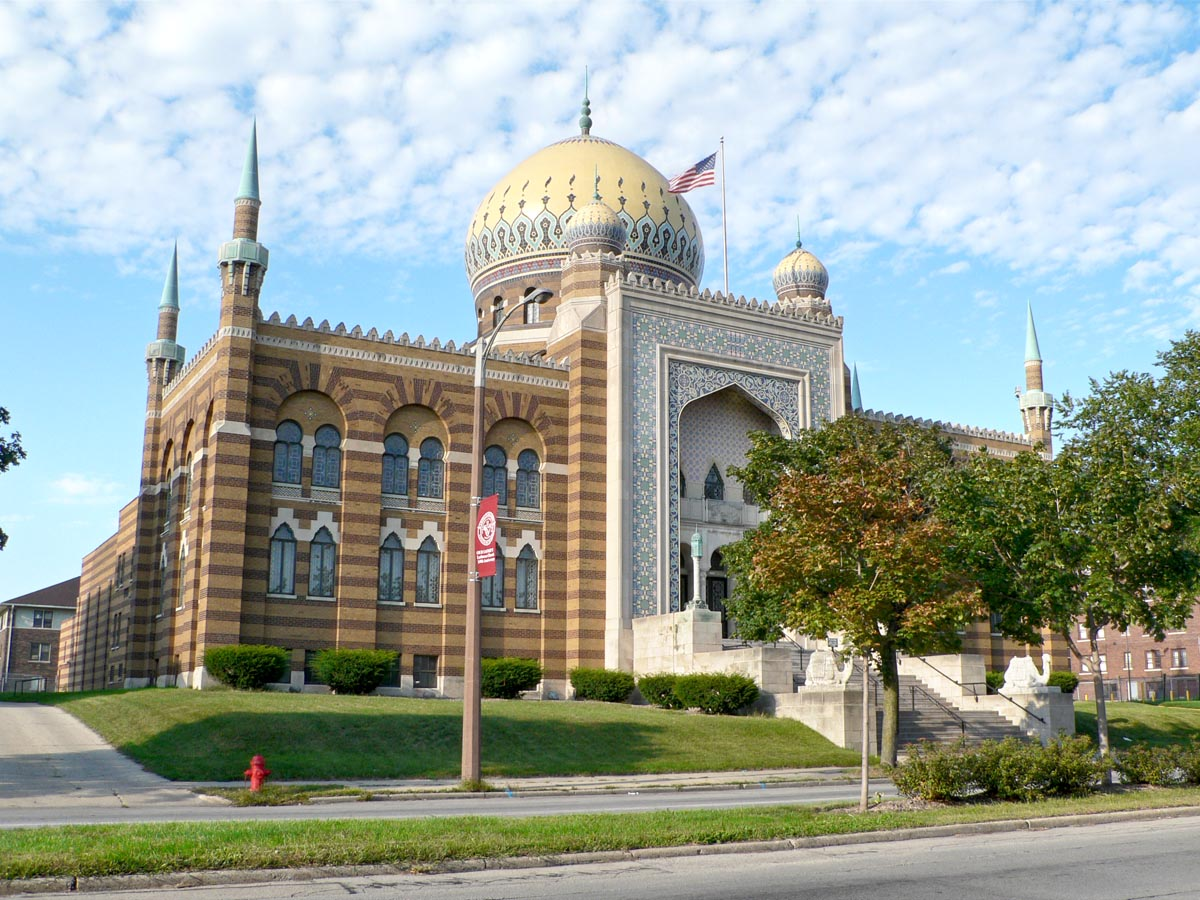
Der Tripoli Shrine Temple (Milwaukee), eröffnet 1928.
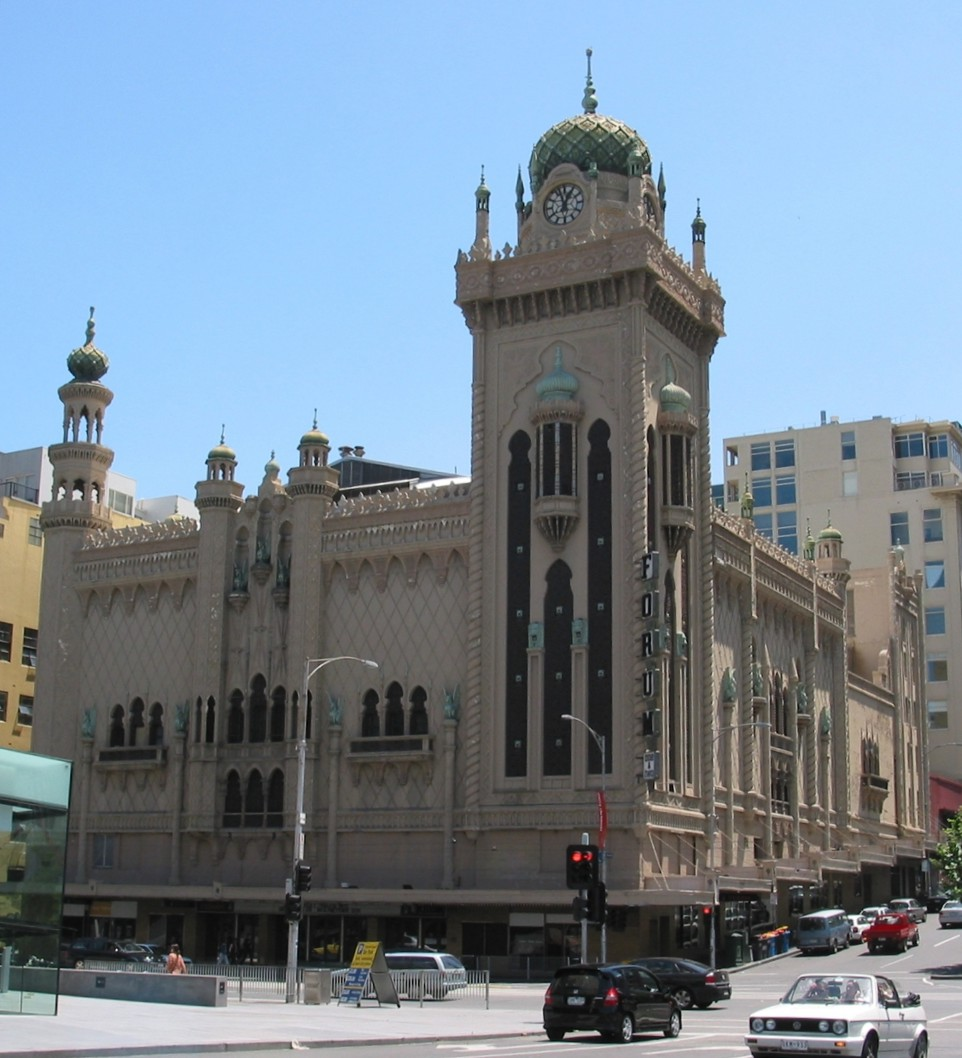
Das Forum Theater im australischen Melbourne (eröffnet 1929)

## Orientalismus in Musik, Literatur und Film
Sowohl in der europäischen Kunstmusik wie in der Gebrauchs- und Unterhaltungsmusik der letzten Jahrhunderte sind Einflüsse des Orients und orientalisierende Modeströmungen festzustellen. Dies betrifft unter anderem die Janitscharenmusik, die bedeutenden Einfluss auf die Entwicklung der europäischen Marschmusik hatte, aber etwa auch das Genre der Oper und Operette – von Wolfgang Amadeus Mozarts Die Entführung aus dem Serail über Giacomo Puccinis Madama Butterfly und Turandot bis zu Franz Lehárs Land des Lächelns und Der Mikado von Gilbert & Sullivan. Wie im Bereich der bildenden Künste ist eine häufig romantisierende und sentimentalisierende Verwendung exotischer Motive (etwa der Pentatonik) festzustellen, die Bühnenwerke huldigen häufig dem erotischen Reiz fernöstlicher Weiblichkeit.
Im Bereich der „hohen“ Literatur ist der Orientalismus an Beispielen wie Montesquieus Lettres persanes (Persische Briefe) ausgeprägt, auch Goethes West-östlicher Diwan und das Werk Pierre Lotis wären zu nennen. Bezeichnend ist das orientalisierende Dekor in zahlreichen der (fiktiven) Reisebeschreibungen von Karl May. Zahlreiche Stummfilme, wie z. B. Sumurun von Ernst Lubitsch oder Die Herrin von Atlantis von Jacques Feyder belegen das Interesse an orientalistischen Handlungen und exotischen Dekors bereits in den frühen Phasen der Filmgeschichte. Diese Faszination findet in der Trivialliteratur des 20. Jahrhunderts und den darauf fußenden Filmen, von Der Tiger von Eschnapur bis zu den ironischen Paraphrasen der Indiana-Jones-Serie ihre Fortsetzung.

## Literatur

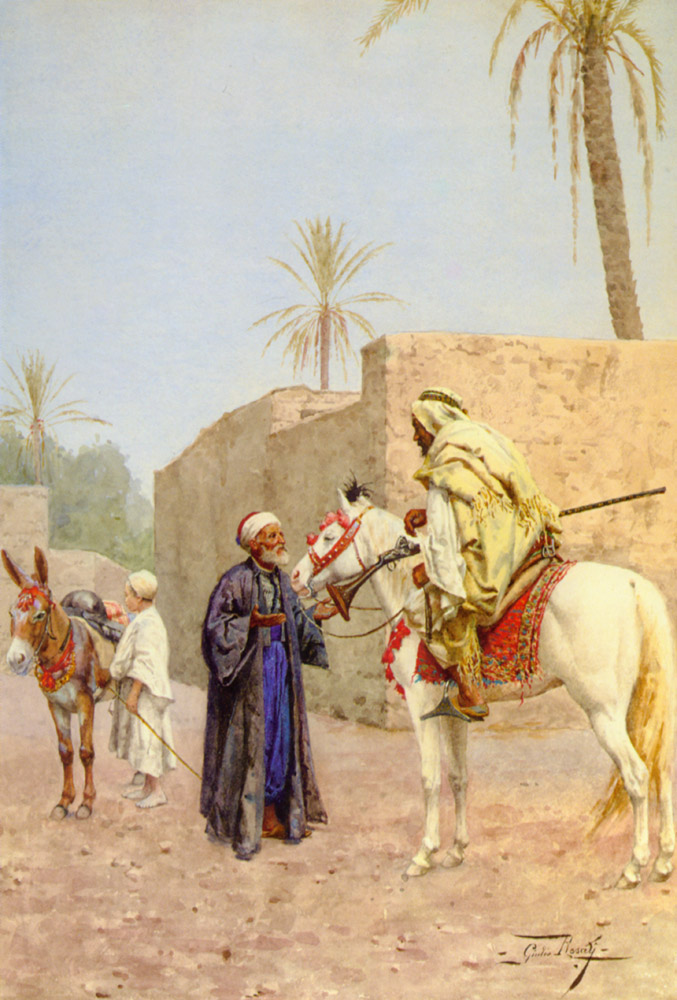
Die Erörterung (Giulio Rosati)